# سجلات وإحصائيات بطولة كرة القدم الأولمبية للسيدات
هذه قائمة بالسجلات والإحصائيات الخاصة بكرة القدم في الألعاب الأولمبية الصيفية منذ النسخة الأولى في 1996.

## جدول الميداليات
*   البلد المضيف (مضيف)
| المرتبة | فريق             | ذهبية | فضية | برونزية | المجموع |
| ------- | ---------------- | ----- | ---- | ------- | ------- |
| 1       | الولايات المتحدة | 5     | 1    | 1       | 7       |
| 2       | ألمانيا          | 1     | 0    | 4       | 5       |
| 3       | كندا             | 1     | 0    | 2       | 3       |
| 4       | النرويج          | 1     | 0    | 1       | 2       |
| 5       | البرازيل         | 0     | 3    | 0       | 3       |
| 6       | السويد           | 0     | 2    | 0       | 2       |
| 7       | اليابان          | 0     | 1    | 0       | 1       |
| 7       | الصين            | 0     | 1    | 0       | 1       |
| المجموع | المجموع          | 8     | 8    | 8       | 24      |

## الهدافات
| المرتبة | الاسم                      | الفريق           | الأهداف |
| ------- | -------------------------- | ---------------- | ------- |
| 1       | كرستياني روزييرا           | البرازيل         | 14      |
| 2       | مارتا                      | البرازيل         | 13      |
| 3       | كرستين سينكلير             | كندا             | 12      |
| 4       | بريجيت برينتس              | ألمانيا          | 10      |
| 4       | كارلي لويد                 | الولايات المتحدة | 10      |
| 4       | فيفيان ميديما              | هولندا           | 10      |
| 4       | باربرا باندا               | زامبيا           | 10      |
| 8       | آبي وامباك                 | الولايات المتحدة | 9       |
| 9       | بريتينيا                   | البرازيل         | 8       |
| 10      | سام كير                    | أستراليا         | 7       |
| 10      | ميليسا تانكريدي            | كندا             | 7       |
| 10      | ستينا بلاكستينيوس          | السويد           | 7       |
| 13      | إيلين وايت (لاعبة كرة قدم) | بريطانيا العظمى  | 6       |
| 13      | لوتا شيلين                 | السويد           | 6       |
| 13      | أليكس مورغان               | الولايات المتحدة | 6       |
| 16      | ميا هام                    | الولايات المتحدة | 5       |
| 16      | سن وين                     | الصين            | 5       |
| 16      | تيفاني ميلبريت             | الولايات المتحدة | 5       |
| 16      | ميغان رابينو               | الولايات المتحدة | 5       |
| 16      | ميلاني بيرنغير             | ألمانيا          | 5       |
| 16      | ماري-أنطوانيت كاتوتو       | فرنسا            | 5       |

| السنة | اللاعبة                                 | الأهداف |
| ----- | --------------------------------------- | ------- |
| 1996  | آن كريستين آرونس ليندا ميدالين بريتينيا | 4       |
| 2000  | سن وين                                  | 4       |
| 2004  | كرستياني روزييرا بريجيت برينتس          | 5       |
| 2008  | كرستياني روزييرا                        | 5       |
| 2012  | كرستين سينكلير                          | 6       |
| 2016  | ميلاني بيرنغير                          | 5       |
| 2020  | فيفيان ميديما                           | 10      |
| 2024  | ماري-أنطوانيت كاتوتو                    | 5       |

| السنة | الفريق           | المدربون         |
| ----- | ---------------- | ---------------- |
| 1996  | الولايات المتحدة | توني ديسيكو      |
| 2000  | النرويج          | بير-ماثياس هوغمو |
| 2004  | الولايات المتحدة | أبريل هاينريكس   |
| 2008  | الولايات المتحدة | بيا سوندهاجه     |
| 2012  | الولايات المتحدة | بيا سوندهاجه     |
| 2016  | ألمانيا          | سيلفيا نايد      |
| 2020  | كندا             | بيف بريستمان     |
| 2024  | الولايات المتحدة | إيما هايز        |

| السنة | الفريق           |
| ----- | ---------------- |
| 1996  | الولايات المتحدة |
| 2000  | ألمانيا          |
| 2004  | اليابان · السويد |
| 2008  | الصين            |
| 2012  | الولايات المتحدة |
| 2016  | السويد           |
| 2020  | لم تُمنح          |
| 2024  | لم تُمنح          |

## إحصائيات عامة حسب البطولة
| السنة | المضيف        | البطل            | المدرب الفائز    | القائد الفائز    | الهداف(ة)                                           |
| ----- | ------------- | ---------------- | ---------------- | ---------------- | --------------------------------------------------- |
| 1996  | أتلانتا       | الولايات المتحدة | توني ديسيكو      | كارلا أوفربيك    | آن كريستين آرونس (4) ليندا ميدالين (4) بريتينيا (4) |
| 2000  | سيدني         | النرويج          | بير-ماثياس هوغمو | غيريل كرينجن     | سن وين (4)                                          |
| 2004  | أثينا         | الولايات المتحدة | أبريل هاينريكس   | جولي فودي        | كرستياني روزييرا (5) بريجيت برينتس (5)              |
| 2008  | بكين          | الولايات المتحدة | بيا سوندهاجه     | كريستي رامبون    | كرستياني روزييرا (5)                                |
| 2012  | لندن          | الولايات المتحدة | بيا سوندهاجه     | كريستي رامبون    | كرستين سينكلير (6)                                  |
| 2016  | ريو دي جانيرو | ألمانيا          | سيلفيا نايد      | زاسكيا بارتوسياك | ميلاني بيرنغير (5)                                  |
| 2020  | طوكيو         | كندا             | بيف بريستمان     | كرستين سينكلير   | فيفيان ميديما (10)                                  |
| 2024  | باريس         | الولايات المتحدة | إيما هايز        | ليندسي هوران     | ماري-أنطوانيت كاتوتو (5)                            |

## الفرق: التمركز في البطولة
الفرق التي لديها نفس كمية الأرقام في الجداول أدناه مرتبة حسب البطولة التي حققت فيها الكمية (الفرق التي حققت كمية الأرقام أولاً مذكورة أولاً). إذا حقق أكثر من فريق نفس كمية الأرقام في نفس البطولة، تُرتَّب هذه الفرق أبجديًا.
الأكثر فوزًا بالألقاب5،  الولايات المتحدة (1996، 2004، 2008، 2012، 2024).
الأكثر وصولًا إلى المركزين الأولين6،  الولايات المتحدة (1996–2012، 2024).
الأكثر وصولًا إلى المراكز الثلاثة الأولى7،  الولايات المتحدة (1996–2012، 2020–2024).
الأكثر وصولًا إلى المراكز الأربعة الأولى7،  الولايات المتحدة (1996–2012، 2020–2024).
الأكثر مشاركةً في البطولة8،  البرازيل،  الولايات المتحدة (جميع البطولات).

### متتالية
الأكثر فوزًا بالألقاب المتتالية3،  الولايات المتحدة (2004–2012).
الأكثر وصولًا إلى المركزين الأولين متتالية5،  الولايات المتحدة (1996–2012).
الأكثر وصولًا إلى المراكز الثلاثة الأولى متتالية5،  الولايات المتحدة (1996–2012).

### فترات الفجوات
أطول فترة بين ألقاب متتالية12 عامًا،  الولايات المتحدة (2012–2024).

### الفريق المضيف
أفضل مركز للفريق المضيفالبطل:  الولايات المتحدة (1996).
أسوأ مركز للفريق المضيفالمركز العاشر:  اليونان (2004).

### أخرى
الأكثر وصولًا إلى المركزين الأولين دون الفوز باللقب3،  البرازيل (2004، 2008، 2024)
الأكثر وصولًا إلى المراكز الثلاثة الأولى دون الفوز باللقب3،  البرازيل (2004، 2008، 2024)
الأكثر وصولًا إلى المراكز الأربعة الأولى دون الفوز باللقب6،  البرازيل (1996، 2000، 2004، 2008، 2016، 2024).
الأكثر وصولًا إلى المراكز الأربعة الأولى دون الوصول للمركزين الأولين1،  فرنسا (2012)،  أستراليا (2020)،  إسبانيا (2024).

## المدربون: التمركز في البطولة
الأكثر فوزًا بالألقاب2، بيا سوندهاجه ( الولايات المتحدة، 2008، 2012).
الأكثر وصولًا إلى المركزين الأولين3، بيا سوندهاجه ( الولايات المتحدة، 2008، 2012؛  السويد، 2016).
الأكثر وصولًا إلى المراكز الثلاثة الأولى3، بيا سوندهاجه ( الولايات المتحدة، 2008، 2012؛  السويد، 2016).
الأكثر وصولًا إلى المراكز الأربعة الأولى3، بيا سوندهاجه ( الولايات المتحدة، 2008، 2012؛  السويد، 2016).

## الفرق: المباريات الملعوبة والأهداف المسجلة

### على مر التاريخ
مصدر
الأكثر لعبًا للمباريات44،  الولايات المتحدة
الأكثر انتصارًا33،  الولايات المتحدة
الأكثر هزيمةً14،  البرازيل
الأكثر تعادلًا8،  البرازيل
الأكثر تسجيلًا للأهداف88،  الولايات المتحدة
الأكثر تسجيلًا للهاتريك3،  زامبيا
الأكثر استقبالًا للأهداف43،  الصين
الأقل تسجيلًا للأهداف0،  اليونان
الأقل استقبالًا للأهداف5،  الأرجنتين و  تشيلي
أعلى فرق الأهداف+50،  الولايات المتحدة
أقل فرق الأهداف-23،  نيوزيلندا
أعلى متوسط تسجيل الأهداف لكل مباراة5.75،  هولندا
أعلى متوسط استقبال الأهداف لكل مباراة5.00،  زيمبابوي

## الفردي
الأكثر مشاركةً في البطولات7، فورميجا ( البرازيل، 1996–2020)
الأكثر تتويجًا بالميداليات4، كريستي رامبون ( الولايات المتحدة، 2000–2012)
الأكثر لعبًا للمباريات في النهائيات33 مباراة، فورميجا ( البرازيل، 1996–2020)
الأكثر فوزًا المباريات19، كريستي رامبون ( الولايات المتحدة، 2000–2012)
أصغر لاعبة16 سنوات و119 أيام، إيلي كاربنتر ( أستراليا)، ضد منتخب زيمبابوي لكرة القدم للسيدات، 9 أغسطس كرة القدم في الألعاب الأولمبية الصيفية 2016 – مسابقة السيدات
أكبر لاعبة43 سنوات و149 أيام، فورميجا ( البرازيل)، ضد منتخب كندا لكرة القدم للسيدات، 30 يوليو 2021

## تسجيل الأهداف

### فردي
الأكثر تسجيلًا للأهداف في النهائيات14 هدف، كرستياني روزييرا ( البرازيل)، 2004–2016
الأكثر تسجيلًا للأهداف في بطولة واحدة10 أهداف، فيفيان ميديما ( هولندا)، 2020
الأكثر تسجيلًا للأهداف في مباراة واحدة4 أهداف، بريجيت برينتس ( ألمانيا) ضد الصين (2004)، فيفيان ميديما ( هولندا) ضد زامبيا (2020)، وانغ شوانغ ( الصين) ضد زامبيا (2020)
الأكثر تسجيلًا للأهداف في مباراة الخسارة3 أهداف، كرستين سينكلير ( كندا) ضد الولايات المتحدة (2012)، باربرا باندا ( زامبيا) ضد هولندا (2020) وأستراليا (2024)
الأكثر تسجيلًا للأهداف في المباريات النهائية3 أهداف، تيفاني ميلبريت ( الولايات المتحدة) (هدف في 1996، هدفين في 2000)، كارلي لويد ( الولايات المتحدة) (هدف في 2008، هدفين في 2012)
أسرع هاتريك14 دقيقة، كرستياني روزييرا ( البرازيل) ضد نيجيريا (2008)
الأكثر تسجيلًا للهاتريك3، باربرا باندا ( زامبيا)، 2020-2024
أصغر هدافة هاتريك19 سنوات و94 أيام، كرستياني روزييرا ( البرازيل) ضد اليونان (2004)
أصغر هدافة في النهائي20 سنوات و196 أيام، ستينا بلاكستينيوس ( السويد) ضد ألمانيا (2016)
أكبر هدافة هاتريك29 سنوات و55 أيام، كرستين سينكلير ( كندا) ضد الولايات المتحدة (2012)
أكبر هدافة في النهائي30 سنوات و24 أيام، كارلي لويد ( الولايات المتحدة) ضد اليابان (2012)
الأكثر تسجيلًا لركلات الجزاء (بدون الركلات الترجيحية)2، بيربيتوا نكوتشا ( نيجيريا)، 2000 و2008

### الفريق
أكبر انتصار8 أهداف،  ألمانيا 8–0  الصين (2004)
أكثر الأهداف في مباراة واحدة (لفريق)10 أهداف،  هولندا ضد زامبيا (2020)
أكثر الأهداف في مباراة واحدة (كلا الفريقين)13 هدف،  هولندا 10–3  زامبيا (2020)

### البطولات
أكثر الأهداف المسجلة في بطولة واحدة101 هدف، 2020
أقل الأهداف المسجلة في بطولة واحدة42 هدف، 2000
أعلى متوسط أهداف لكل مباراة في بطولة3.88 هدف/مباراة، 2020
أقل متوسط أهداف لكل مباراة في بطولة2.54 هدف/مباراة، 2008، 2016

## التدريب
الأكثر ظهورًا في النهائيات كمدرب3، بيا سوندهاجه ( الولايات المتحدة 2008، 2012؛  السويد 2016)، جون هردمان ( نيوزيلندا 2008؛  كندا 2012، 2016)
الأكثر ظهورًا في النهائيات كلاعب ومدرب4، بيا سوندهاجه (لاعبة مع السويد 1996؛ مدربة مع الولايات المتحدة 2008، 2012؛ مدربة مع السويد 2016)

## اللعب النظيف
أكثر البطاقات الحمراء في مباراة2،  الصين و البرازيل (1996)
أكثر البطاقات الصفراء في مباراة8،  البرازيل و الولايات المتحدة (2000)

## الحضور
أعلى حضور في مباراة80,203،  الولايات المتحدة vs  اليابان (2012)
أعلى حضور في نهائي80,203 (2012)
أقل حضور في مباراة1,418،  الولايات المتحدة vs  اليابان (2004)
أعلى متوسط حضور في بطولة43,235 (1996)
أعلى حضور إجمالي في بطولة740,014 (2008)
أقل متوسط حضور في بطولة10,432 (2004)
أقل حضور إجمالي في بطولة208,637 (2004)